# Серов, Василий Матвеевич
Васи́лий Матве́евич Серо́в (29 декабря 1878—4 сентября 1918) — учитель, депутат Государственной думы Российской империи II созыва, первый председатель Верхнеудинского совета рабочих, крестьянских и солдатских депутатов.

## Биография
Василий Матвеевич родился в городе Хвалынске Саратовской губернии в семье кустаря. Окончил церковно-приходскую школу. Работал письмоводителем судебного следователя.
В 1896—1899 году учился в Казанском учительском институте, по окончании которого был назначен учителем в Аткарск Самарской губернии. Уволен за преподавание дарвинизма. Из Аткарска переехал в Санкт-Петербург, где учился вольнослушателем на историко-филологическом факультете Петербургского университета. Работая учителем, участвовал в революционных сходках и руководил социал-демократическим студенческим кружком. В 1903 году выдворен в Саратов. В 1905 году после первомайской забастовки сослан в родной Хвалынск Саратовской губернии под полицейский надзор. С 1905 года член РСДРП, большевик.
В 1907 году стал депутатом Государственной думы второго созыва от Саратовской губернии. Делегат V (Лондонского) съезда РСДРП. После роспуска Думы особым присутствием Правительствующего Сената 1 декабря 1907 года приговорён к пяти годам каторжных работ. Находился в Зерентуйской тюрьме. Срок каторжных работ завершился 1 апреля 1912 года. Отправлен на поселение в село Твороговское, в которое прибыл 18 апреля 1912 года. С 28 июля 1912 года жил на поселении на станции Мысовая, где работал учителем. 18 июля 1914 года родилась дочь — Ольга Васильевна — советский писатель, журналист.
В 1916 году переехал в Верхнеудинск (ныне Улан-Удэ). Работал в газете «Забайкальская мысль» под редакцией А. А. Нечугаева, директором торговой школы. В период Февральской революции 1917 года был избран первым председателем Верхнеудинского совета рабочих, крестьянских и солдатских депутатов. Сторонник реформ в школах и детских учреждениях. В июле 1918 организовал отпор белым и Чехословацкому корпусу. Погиб в застенках города Читы в сентябре 1918 года.

## Память

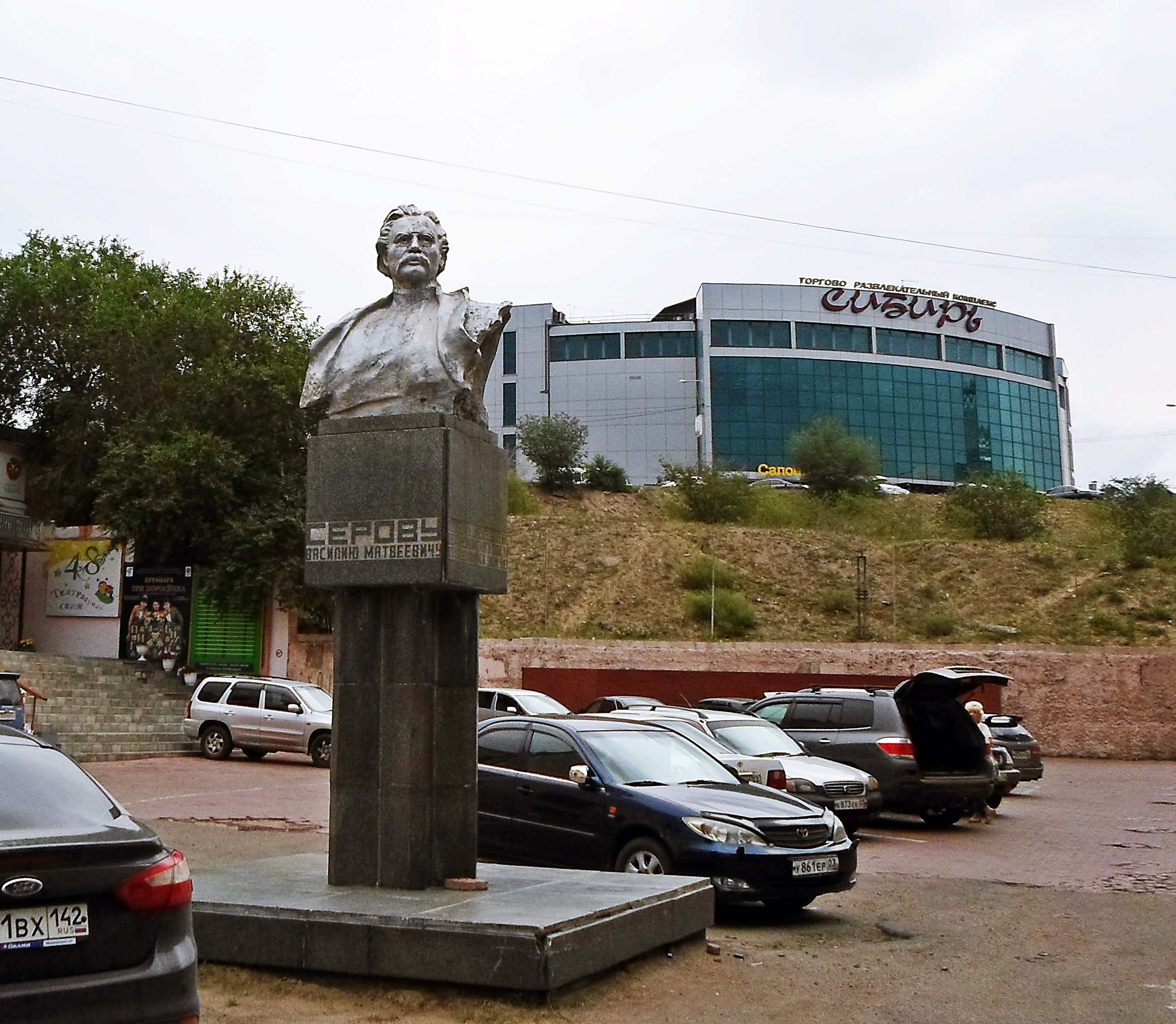
Памятник В. М. Серову в Улан-Удэ

- Одна из школ Верхнеудинска носила имя В. М. Серова[6].
- Постановлением президиума ЦИК Бурят-Монгольской АССР в ноябре 1927 года Верхнеудинский государственный стеклоделательный завод НКТП СССР получил имя В. М. Серова[7].
- В 1959 году в городе Улан-Удэ был установлен памятник В. М. Серову. Скульптор А. И. Тимин, архитектор В. И. Кулеш[8]. Позднее памятник был перенесён на улицу Ленина.
- В городе Улан-Удэ именем В. М. Серова названа улица (бывшая Кобылкинская[9]) и переулок. В Чите и городах Бурятии — Бабушкин, Гусиноозёрск и Кяхта — есть улицы Серова.
- Дом в городе Бабушкин (ул. Карла Маркса, 31), в котором в ссылке жил В. М. Серов, объявлен памятником истории.